# Взрыв в Махачкале (2005)
Взрыв в Махачкале — 20 августа 2005 года в 16:00 на проспекте Имама Шамиля возле банкетного зала «Европа» при прохождении пешего патруля произошёл взрыв 30-килограммового самодельного взрывного устройства. В результате взрыва погибли 4 сотрудника правоохранительных органов, ещё 12 человек (в основном гражданские) получили ранения.

## Хронология событий
Когда пеший патруль приближался к банкетному залу «Европа», произошёл мощный взрыв. Взрывное устройство массой 30 кг, содержащее взрывчатое вещество, привело к разрушениям: в банкетном зале и санатории «Тарнаир» были выбиты все окна. Также пострадали пассажиры проезжавшей рядом маршрутки. Сразу после взрыва на помощь раненым сотрудникам прибежали участники банкета и молящиеся из Джума-мечети. Пострадавших милиционеров доставили в больницу, где они позже скончались от множественных осколочных ранений.

## Расследование
Через несколько часов после взрыва на место прибыли следователи и сапёры. Первоначально министр МВД Адильгерей Магомедтагиров не смог сделать заявление или назвать подозреваемых, однако через несколько дней, 2 сентября, в ходе перестрелки с боевиками произошёл ещё один подрыв. После отступления боевиков в их машине был обнаружен видеоархив «Джамаата Шариат», включавший записи, на которых запечатлены Мурад Лахиялов, Ясин Расулов и сам взрыв 20 августа. Боевики вели съёмку теракта издалека.
Мурад Лахиялов был убит 25 октября 2005 года в своей квартире на проспекте Насрутдинова.
Ясин Расулов был убит 10 апреля 2006 года на улице Энгельса.
Эта же преступная группировка ранее, 18 августа, совершила подрыв автобуса в Каспийске, в результате чего погибли 8 сотрудников Ставропольского ОМОНа.